# Japan (ミズーリ州)
ジェイパン（英語: Japan /ˈdʒeɪˌpæn/ あるいは /ˈdʒeɪpən/）はアメリカ合衆国ミズーリ州フランクリン郡にある非法人地域である。北緯38度14分21秒 西経91度18分21秒 / 北緯38.23917度 西経91.30583度、セントルイスの都市圏内にあり、セントルイスからは南南西へ約120 kmである。集落の中心部はハイウェイHとハイウェイAEとの交差点付近にある。集落の中心部から西へ約500 mにはカトリックのセントルイス大司教区管轄下のHoly Martyrs of Japan Church（日本の殉教者教会）が立地している。ただし、この教会の住所は、ジェイパンから最も近い法人化された市であるサリバンとなっている。

## 歴史
上述の教会の名前にちなんで名付けられた地名であるが、慣習的に「ジャパン」ではなく「ジェイパン」と呼ばれている。
ジェイパンという名の郵便局が1860年に建てられ、1908年に廃止されるまで稼働していた。真珠湾攻撃の余波による反日感情のあおりを受け、一度改名されかけたことがある。